# Horseshoe Crater
Der Horseshoe Crater (englisch für Hufeisenkrater) ist ein Vulkankrater im ostantarktischen Viktorialand. In der Royal Society Range ragt er am Zusammenfluss von Radiant-Gletscher und Pipecleaner-Gletscher auf.
Wissenschaftler des New Zealand Geological Survey erkundeten ihn zwischen 1977 und 1978. Das New Zealand Geographic Board gab ihm 1994 seinen deskriptiven Namen.